# 新西海橋

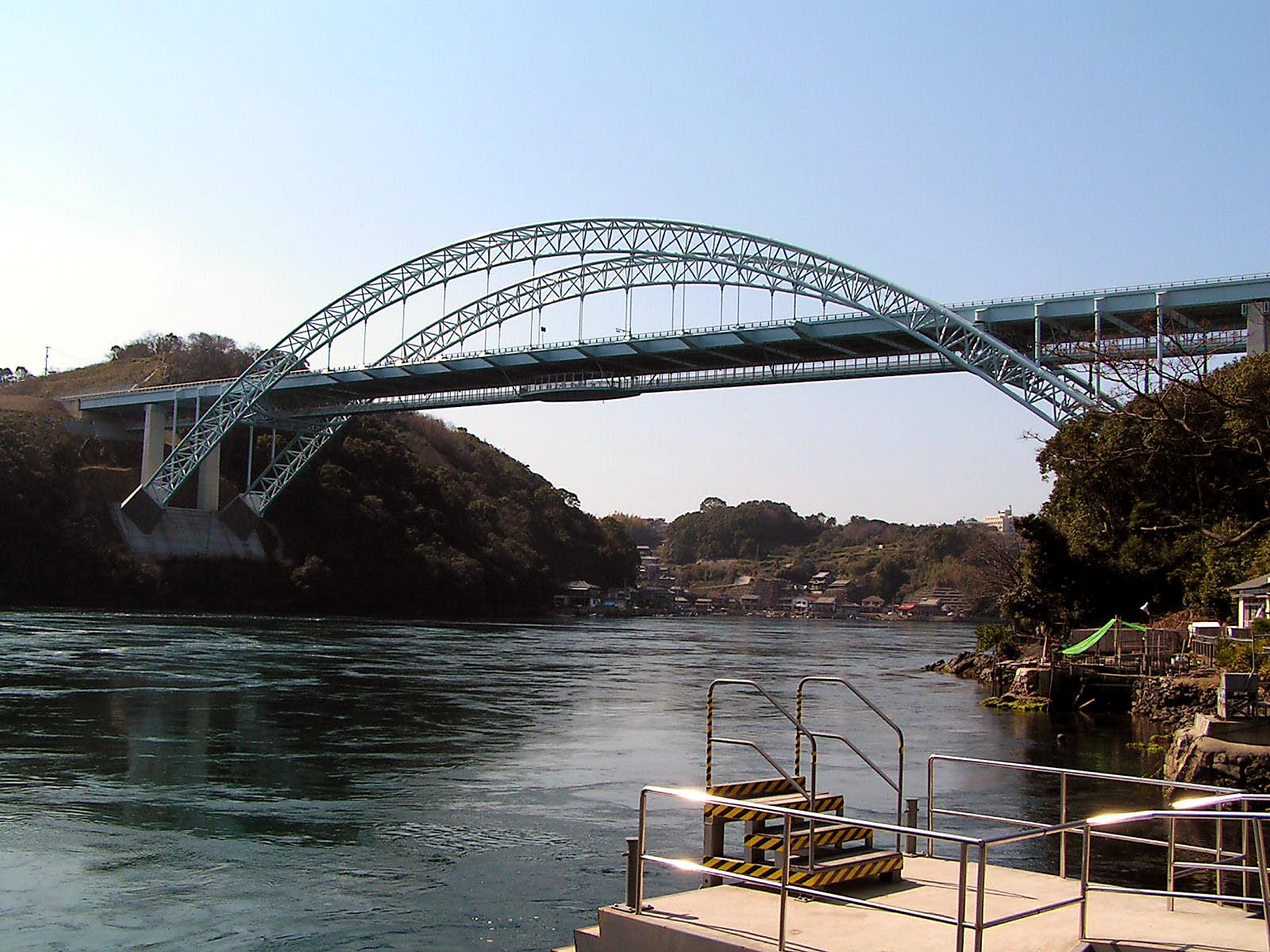
新西海橋（佐世保市側から撮影）

新西海橋（しんさいかいばし）は、長崎県佐世保市の針尾島と西海市との間にある伊ノ浦瀬戸（針尾瀬戸）にかかる橋梁である。後述するように、建設時の仮称は第二西海橋であったため、地元ではそのまま「第二西海橋」と呼ばれることも多い。
鋼中路ブレースドリブアーチ橋の主橋部と、PC4径間連続ラーメン箱桁橋の入江部からなる。
2006年3月5日に開通した。初代西海橋と並行しているため、西海橋からもその姿を見ることができる。橋下には潮の流れの速さで有名な針尾瀬戸が流れ、渦潮などを見ることが出来る。また、近くには真珠湾攻撃の指令を発信したとされる針尾送信所無線塔があり、桁下の歩行者専用道にある展望台から見ることが出来る。

## 概要
- 全長：620m（主橋部：300m + 入江部：320m）
- 幅員：14m
- 路線：国道202号江上バイパス（西彼杵道路（西海パールライン有料道路））
- 規格：第1種第3級
- 設計速度：時速80km

西海パールラインの延長区間の一部であり、有料の自動車専用道路（片側2車線）である。
また、桁下に歩行者専用道があり、展望室もある。この展望室の床にはガラス製窓があり、眼下に渦潮を眺めることができる。ちなみに歩道は無料。

## アクセス
- JR早岐駅から車で20分
- 西肥バス「西海橋コラソンホテル」行きで「西海橋東口」下車。または「西海橋西口」行きに乗車。

## その他
映画「釣りバカ日誌16 浜崎は今日もダメだった♪♪」にてこの橋がロケ地に使われている。当時は未完成で連結式のシーンであるが、実際の連結式当日に引き続いてロケが行われ、そちらに出席した金子原二郎長崎県知事と光武顕佐世保市長（いずれも当時）がそのまま来賓役で登場している。なお、当時の呼び名は第二西海橋であった。